# 조용히 살고 싶다 (1980년 영화)
"조용히 살고 싶다"는 1980년에 개봉한 대한민국의 영화이다.

## 캐스팅
- 이주일
- 손창호
- 마영달
- 김보미
- 이일웅
- 이해룡
- 홍승일
- 최재호
- 박종설
- 이석구
- 윤일주
- 한명환
- 박주연
- 전숙
- 안세은
- 안진영
- 박철민
- 임성포
- 주상호
- 양성원
- 정진관
- 정학봉